# 1870
| [ Edytuj tabelę ]              | |
| Król Polski (tytularny)        | - 1855 Aleksander II Romanow 1881 |
| Emir Afganistanu               | - 1867 Szer Ali Chan 1879 |
| Współksiążęta Andory           | - 1853 Josep Caixal i Estradé 1879 - 1848 Karol Ludwik Napoleon Bonaparte 1870 - 1870 Louis Jules Trochu 1871                              |
| Prezydent Argentyny            | - 1868 Domingo Faustino Sarmiento 1874 |
| Cesarz Austrii                 | - 1848 Franciszek Józef I 1916 |
| Król Bawarii                   | - 1864 Ludwik II 1886 |
| Król Belgów                    | - 1865 Leopold II 1909 |
| Premier Belgii                 | - 1868 H.-J.-W. Frère-Orban 1870 - 1870 Jules Joseph d’Anethan 1871                                                                        |
| Prezydent Boliwii              | - 1864 Mariano Melgarejo 1871 |
| Cesarz Brazylii                | - 1831 Pedro II 1889 |
| Sułtan Brunei                  | - 1852 Abdul Momin 1885 |
| Prezydent Chile                | - 1861 José Joaquín Pérez 1871 |
| Cesarz Chin                    | - 1861 Tongzhi 1875 |
| Król Czech                     | - 1848 Franciszek Józef I 1916 |
| Król Danii                     | - 1863 Chrystian IX 1906 |
| Premier Danii                  | - 1865 Christian Emil Krag-Juel- -Vind-Frijs 1870 - 1870 Ludvig Holstein- Holsteinborg 1874                                                |
| Dalajlama                      | - 1857 Trinlej Gjaco 1875 |
| Prezydent Dominikany           | - 1868 Buenaventura Báez 1874 |
| Władca Egiptu                  | - 1863 Isma’il Pasza 1879 |
| Premier Egiptu                 | - 1868 Muhammad Szarif Pasza 1872 |
| Prezydent Ekwadoru             | - 1869 Gabriel García Moreno 1875 |
| Cesarz Etiopii                 | - 1868 Tekle Gijorgis II 1871 |
| Prezydent Francji              | - 1870 Louis Jules Trochu 1871 |
| Premier Francji                | - 1870 Émile Ollivier 1870 - 1870 Charles Cousin-Montauban 1870 - 1870 Louis Jules Trochu 1871                                             |
| Cesarz Francuzów               | - 1852 Napoleon III 1870 |
| Król Grecji                    | - 1863 Jerzy I 1913 |
| Prezydent Gwatemali            | - 1865 Vicente Cerna Sandoval 1871 |
| Prezydent Haiti                | - 1869 Nissage Saget 1874 |
| Cesarz Haiti                   | - 1868 Sylwan I Salnave 1870 |
| Król Hawajów                   | - 1863 Kamehameha V 1872 |
| Król Holandii                  | - 1849 Wilhelm III 1890 |
| Premier Holandii               | - 1868 Pieter Philip van Bosse 1871 |
| Prezydent Hondurasu            | - 1864 José María Medina 1872 |
| Szach Iranu                    | - 1848 Naser ad-Din Szah 1896 |
| Król Irlandii                  | - 1837 Wiktoria Hanowerska 1901 |
| Cesarz Japonii                 | - 1867 Mutsuhito 1912 |
| Kalif                          | - 1861 Abdülaziz 1876 |
| Premier Kanady                 | - 1867 John Macdonald 1873 |
| Emir Kataru                    | - 1847 Muhammad ibn Sani 1878 |
| Prezydent Kolumbii             | - 1868 gen. Santiago Gutiérrez 1870 - 1870 gen. Eustorgio Salgar 1872                                                                      |
| Patriarcha Konstantynopola     | - 1867 Grzegorz VI 1871 |
| Władca Korei                   | - 1863 Kojong 1907 |
| Prezydent Kostaryki            | - 1868 Jesús Jiménez Zamora 1870 - 1870 Bruno Carranza Ramírez (p.o.) 1870 - 1870 Tomás Guardia Gutiérrez 1876                             |
| Emir Kuwejtu                   | - 1866 Abd Allah II 1892 |
| Prezydent Liberii              | - 1868 James Spriggs-Payne 1870 - 1870 Edward Roye 1871                                                                                    |
| Książę Liechtensteinu          | - 1858 Jan II Dobry 1929 |
| Wielki książę Luksemburga      | - 1849 Wilhelm III 1890 |
| Premier Luksemburga            | - 1867 Emmanuel Servais 1874 |
| Sułtan Maroka                  | - 1859 Muhammad IV 1873 |
| Prezydent Meksyku              | - 1867 Benito Juárez 1872 |
| Książę Monako                  | - 1856 Karol III 1889 |
| Król Nawarry                   | - 1848 Napoleon I 1870 |
| Król Nepalu                    | - 1847 Surendra 1881 |
| Premier Nepalu                 | - 1857 Jang Bahadur Rana 1877 |
| Prezydent Nikaragui            | - 1867 Fernando Guzmán Solórzano 1871 |
| Król Norwegii                  | - 1859 Karol IV 1872 |
| Premier Nowej Zelandii         | - 1869 William Fox 1872 |
| Sułtan Omanu                   | - 1868 Azzan ibn Kajs 1870 - 1870 Turki ibn Sa’id 1888                                                                                     |
| Papież                         | - 1846 Pius IX 1878 |
| Prezydent Paragwaju            | - 1862 Francisco Solano López 1870 - 1870 Triumwirat 1870 - 1870 Cirilo Antonio Rivarola 1871                                              |
| Prezydent Peru                 | - 1868 José Balta 1872 |
| Król Portugalii                | - 1861 Ludwik 1889 |
| Król Prus                      | - 1861 Wilhelm I 1888 |
| Car Rosji                      | - 1855 Aleksander II 1881 |
| Książę Rumunii                 | - 1866 Karol I 1881 |
| Premier Rumunii                | - 1868 Dimitrie Ghica 1870 - 1870 Alexandru G. Golescu 1870 - 1870 Manolache Costache Epureanu 1870 - 1870 Ion Ghica 1871                  |
| Król Saksonii                  | - 1854 Jan Wettyn 1873 |
| Prezydent Salwadoru            | - 1863 Francisco Dueñas 1871 |
| Kapitanowie Regenci San Marino | - 1869 Settimio Belluzzi Giacomo Berti 1870 - 1870 Innocenzo Bonelli Ortollero Grazia 1870 - 1870 Melchiorre Filippi Domenico Fattori 1871 |
| Książę Serbii                  | - 1868 Milan I Obrenowić 1882 |
| Prezydent Szwajcarii           | - 1870 Jakob Dubs 1870 |
| Król Szwecji                   | - 1859 Karol XV 1872 |
| Król Tajlandii                 | - 1868 Chulalongkorn 1910 |
| Sułtan Turków                  | - 1861 Abdülaziz 1876 |
| Prezydent Urugwaju             | - 1868 Lorenzo Batlle y Grau 1872 |
| Prezydent USA                  | - 1869 Ulysses Grant 1877 |
| Prezydent Wenezueli            | - 1869 José Ruperto Monagas 1870 - 1870 Guillermo Tell Villegas 1870 - 1870 Antonio Guzmán Blanco 1877                                     |
| Król Węgier                    | - 1848 Franciszek Józef I 1916 |
| Premier Węgier                 | - 1867 Gyula Andrássy 1871 |
| Monarcha Wielkiej Brytanii     | - 1837 Wiktoria 1901 |
| Premier Wielkiej Brytanii      | - 1868 William Ewart Gladstone 1874 |
| Cesarz Wietnamu                | - 1847 Tự Đức 1883 |
| Król Włoch                     | - 1861 Wiktor Emanuel II 1878 |

Rok 1870 / MDCCCLXX
stulecia: XVIII wiek ~
XIX wiek ~
XX wiek

dziesięciolecia:
1840–1849 •
1850–1859 •
1860–1869 •
1870–1879
• 1880–1889
• 1890–1899
• 1900–1909

lata: 1860 «
1865 «
1866 «
1867 «
1868 «
1869 «
1870
» 1871
» 1872
» 1873
» 1874
» 1875
» 1880

## Wydarzenia w Polsce
- 1 lipca – Gdańsk i Sopot zostały połączone linią kolejową (1-torowa o dł. 11,7 km).
- 1 września – uruchomienie linii kolejowej z Gdańska przez Koszalin do Szczecina.
- 7 listopada – w Krakowie schwytano słynną Galicyjską trucicielkę, Katarzynę Onyszkiewiczową.
- 20 listopada – poświęcono kościół Niepokalanego Poczęcia Najświętszej Maryi Panny w Katowicach.
- Postanowienie cesarza austriackiego o przywróceniu języka polskiego na wszystkich wykładach uniwersyteckich w Krakowie.
- Miasta Końskowola, Brdów i wiele innych utraciły prawa miejskie.
- Do Redy dotarła linia kolejowa.

## Wydarzenia na świecie
- 3 stycznia – rozpoczęto budowę Mostu Brooklińskiego.
- 4 stycznia – w Buenos Aires założono dziennik La Nación.
- 10 stycznia – John D. Rockefeller założył firmę Standard Oil.
- 23 stycznia – amerykańska kawaleria dokonała w stanie Montana masakry 173 Indian (w większości kobiet i dzieci) ze szczepu Czarnych Stóp.
- 28 stycznia – z kanadyjskiego portu Halifax wypłynął w rejs do Liverpoolu brytyjski statek pasażerski SS „City of Boston”, ze 191 osobami na pokładzie, który następnie zaginął bez śladu.
- 3 lutego – weszła w życie piętnasta poprawka do Konstytucji Stanów Zjednoczonych, znosząca wyborczy cenzus rasy.
- 17 lutego – William Edward Forster przedstawił projekt Elementary Education Act, ustawy reformującej brytyjskie szkolnictwo.
- 26 lutego – w Hamburgu założono Commerzbank.
- 27 lutego – przyjęto flagę Japonii.
- 1 marca – wojna paragwajska: zwycięstwo wojsk brazylijskich w decydującej bitwie pod Cerro Cora. Paragwaj ogłosił kapitulację.
- 5 marca – piłka nożna: w Londynie rozegrano pierwszy nieoficjalny mecz pomiędzy reprezentacjami Anglii i Szkocji, zakończony remisem 1-1 (0-0).
- 13 marca – ukazało się pierwsze wydanie słowackiej gazety „Národnie noviny”.
- 18 marca – papież Pius IX powołał Metropolię Toronto.
- 19 marca – niemiecki botanik, etnolog i podróżnik Georg Schweinfurth jako pierwszy Europejczyk dotarł do rzeki Uele w centralnej Afryce.
- 21 marca – książę Piotr Napoleon Bonaparte został uniewinniony przez sąd od zarzutu zabójstwa dziennikarza Victora Noira.
- 12 kwietnia – w Cesarstwie Austriackim utworzono rząd Alfreda Potockiego.
- 19 kwietnia – francuski astronom Alphonse Borrelly odkrył planetoidę (110) Lydia.
- 24 kwietnia – I sobór watykański ogłosił konstytucję dogmatyczną Dei Filius.
- 12 maja – weszła w życie Ustawa o Manitobie.
- 25 maja – w Paryżu odbyła się premiera baletu Coppélia z muzyką Léo Delibesa.
- 28 maja – Ludvig Holstein-Holsteinborg został premierem Danii.
- 20 czerwca – podpisano pakt pokojowy kończący wojnę paragwajską.
- 22 czerwca – Kongres Stanów Zjednoczonych przyjął ustawę powołującą Departament Sprawiedliwości.
- 26 czerwca – w Monachium odbyła się prapremiera dramatu muzycznego Walkiria z muzyką i librettem Richarda Wagnera.
- 12 lipca – w USA opatentowano celuloid – jedno z najwcześniej wynalezionych tworzyw sztucznych.
- 13 lipca – król Prus Wilhelm I Hohenzollern wysłał do premiera Ottona von Bismarcka tzw. depeszę emską, którą ten przeredagował tak, aby obrazić cesarza Napoleona III Bonapartego, a następnie nakazał ją opublikować w prasie w celu sprowokowania Francji do wypowiedzenia wojny Prusom.
- 15 lipca – Georgia jako ostatni stan Konfederacji dołączyła z powrotem do Unii.
- 18 lipca – Sobór watykański I: ogłoszono dogmat o nieomylności papieża.
- 19 lipca – wojna francusko-pruska: Francja wypowiedziała wojnę Prusom.
- 23 lipca – Rady Generalne zatwierdziły „I Międzynarodówkę”.
- 4 sierpnia – wojska pruskie wkroczyły do Alzacji.
- 6 sierpnia – wojna francusko-pruska: Francuzi ponieśli klęski w bitwach pod Spicheren oraz pod Froeschwiller.
- 9 sierpnia Wielka Brytania:
  - uchwalono ustawę o edukacji (ang. Elementary Education Act 1870), której autorem był William Edward Forster
  - przyjęto ustawę o prawach własności kobiet zamężnych (ang. Married Women’s Property Act 1870)
- 12 sierpnia – wojna francusko-pruska: francuski parlament utworzył Gwardię Narodowa Terytorialną.
- 18 sierpnia – wojna francusko-pruska: Prusy pokonały Francję w bitwie pod Gravelotte.
- 19 sierpnia – wojna francusko-pruska: rozpoczęło się oblężenie Metzu.
- 23 sierpnia – wojna francusko-pruska: pruska artyleria ostrzelała Strasburg.
- 30 sierpnia – wojna francusko-pruska: zwycięstwo pruskie w bitwie pod Beaumont.
- 31 sierpnia – wojna francusko-pruska: rozpoczęła się bitwa pod Noiseville.
- 1 września – wojna francusko-pruska: rozpoczęła się bitwa pod Sedanem, w wyniku której Napoleon III Bonaparte został wzięty do niewoli.
- 2 września – wojna francusko-pruska: zakończyła się bitwa pod Sedanem. Armia pruska rozbiła siły francuskie dowodzone przez marszałka Patrice’a Mac-Mahona.
- 4 września – w Paryżu wybuchło powstanie. Likwidacja II Cesarstwa i proklamowanie III Republiki.
- 19 września – wojna francusko-pruska: wojska pruskie rozpoczęły oblężenie Paryża.
- 20 września – zjednoczenie Włoch: wojska włoskie zdobyły Rzym. Upadek Państwa Kościelnego.
- 28 września – wojna francusko-pruska: kapitulacja Strasburga.
- 2 października – zjednoczenie Włoch: Rzym został stolicą zjednoczonych Włoch.
- 7 października – francuski minister spraw wewnętrznych Léon Gambetta wydostał się balonem z oblężonego przez Prusaków Paryża.
- 18 października – Amerykanin Benjamin Tilgham opatentował piaskowanie.
- 19 października – u północno-zachodnich wybrzeży Irlandii zatonął brytyjski statek pasażerski SS Cambria. Zginęło 179 osób.
- 23 października:
  - wojna francusko-pruska: zakończyło się oblężenie Metz.
  - Szwajcaria: powstało Muzeum Polskie w Rapperswilu.
- 27 października – wojna francusko-pruska: skapitulowała twierdza Metz.
- 9 listopada – wojna francusko-pruska: zwycięstwo Francuzów w bitwie pod Borny.
- 12 listopada – wojna francusko-pruska: artyleria pruska zestrzeliła aerostat wysłany przez załogę oblężonego Paryża (armata kal. 36 mm, maks. kąt podniesienia lufy 85°).
- 27 listopada – wojna francusko-pruska: zwycięstwo wojsk pruskich w bitwie pod Amiens.
- 28 listopada – wojna francusko-pruska: zwycięstwo wojsk pruskich w bitwie pod Beaune-la-Rolande.
- 2 grudnia – wojna francusko-pruska: zwycięstwo pruskie w bitwie pod Loigny.
- 8 grudnia – wojna francusko-pruska: rozpoczęła się bitwa pod Beaugency.
- 10 grudnia – wojna francusko-pruska: zwycięstwo wojsk pruskich w bitwie pod Beaugency.
- 24 grudnia – wojna francusko-pruska: zwycięstwo wojsk pruskich w bitwie nad rzeką Hallue.
- 25 grudnia – przebito tunel kolejowy pod przełęczą Fréjus w Alpach.
- W Anglii wprowadzono powszechny obowiązek ukończenia szkoły podstawowej.
- Uruchomiono pierwsze połączenie telegraficzne pomiędzy Londynem a Australią.

## Urodzili się
- 1 stycznia – Julius Bruckus, litewski lekarz, polityk, działacz mniejszości żydowskiej (zm. 1951)
- 2 stycznia:
  - Ernst Barlach, niemiecki rzeźbiarz, malarz (zm. 1938)
  - Marcjanna Fornalska, polska działaczka komunistyczna (zm. 1963)
- 3 stycznia:
  - Herman Lieberman, adwokat, działacz socjalistyczny i parlamentarny, publicysta, poseł PPS (zm. 1941)
  - Genowefa Torres Morales, hiszpańska zakonnica, założycielka Sióstr od Najświętszego Serca Jezusa, święta katolicka (zm. 1956)
- 4 stycznia:
  - Fiodor Abramow, rosyjski generał lejtnant, emigracyjny działacz antykomunistyczny (zm. 1963)
  - Tytus Jaszkowski, polski działacz narodowy, powstaniec śląski (zm. 1963)
  - Helena Willman-Grabowska, polska indolog i iranista (zm. 1957)
- 5 stycznia – John Carlsson, szwedzki żeglarz, olimpijczyk (zm. 1935)
- 6 stycznia:
  - Gustav Bauer, niemiecki polityk, kanclerz Niemiec (zm. 1944)
  - Nat Butler, amerykański kolarz torowy i szosowy (zm. 1943)
- 7 stycznia – Gordon Hewart, brytyjski arystokrata, prawnik, polityk (zm. 1943)
- 8 stycznia – Miguel Primo de Rivera, hiszpański polityk i wojskowy (zm. 1930)
- 10 stycznia – Henri Rinck, francuski inżynier chemik, kompozytor szachowy (zm. 1952)
- 13 stycznia:
  - Bogusław Adamowicz, polski poeta i pisarz (zag. 1944)
  - Jędrzej Moraczewski, polski polityk, premier Polski (zm. 1944)
  - Henryk Opieński, polski kompozytor, muzykolog (zm. 1942)
- 14 stycznia – George Pearce, australijski polityk (zm. 1952)
- 15 stycznia – Jan Piltz, polski neurolog, psychiatra, wykładowca akademicki pochodzenia niemieckiego (zm. 1930)
- 16 stycznia – Jüri Jaakson, estoński prawnik, polityk, prezydent Estonii (zm. 1942)
- 17 stycznia:
  - Maria Luiza Burbon-Parmeńska, księżna Bułgarii (zm. 1899)
  - Antonina od św. Tymoteusza Gosens Saez de Ibarra, hiszpańska karmelitanka miłosierdzia, męczennica, błogosławiona katolicka (zm. 1936)
- 21 stycznia – Kazimierz Sławiński, polski chemik, wykładowca akademicki (zm. 1941)
- 22 stycznia – Charles Tournemire, francuski kompozytor, organista (zm. 1939)
- 23 stycznia:
  - Katherine Bröske, niemiecka wspinaczka (zm. 1929)
  - William G. Morgan, amerykański nauczyciel, twórca siatkówki (zm. 1942)
  - Ole Sæther, norweski strzelec sportowy (zm. 1946)
- 24 stycznia – Herbert Kilpin, angielski piłkarz, trener (zm. 1916)
- 25 stycznia:
  - Helge von Koch, szwedzki matematyk (zm. 1924)
  - Zygmunt Rozwadowski, polski malarz batalista, scenograf (zm. 1950)
- 26 stycznia – Constant Huret, francuski kolarz torowy i szosowy (zm. 1951)
- 27 stycznia – Stanisław Stempowski, polski bibliotekarz i pisarz (zm. 1952)
- 30 stycznia – Wincenty Kaczyński, polski generał brygady (zm. 1932)
- 31 stycznia – Jot Goar, amerykański baseballista (zm. 1947)
- 3 lutego:
  - Antoni Bystrzonowski, polski duchowny katolicki, teolog (zm. 1958)
  - Annette Kolb, pisarka i eseistka pochodzenia niemiecko-francuskiego (zm. 1967)
  - Ada Negri, włoska pisarka i poetka (zm. 1945)
- 6 lutego – Frederic Smith, amerykański piłkarz, pionier motoryzacji (zm. 1954)
- 7 lutego:
  - Alfred Adler, austriacki psychiatra, psycholog i pedagog (zm. 1937)
  - Piotr Struwe, rosyjski polityk, ekonomista, publicysta (zm. 1944)
- 11 lutego – Alfred Kühlewindt, niemiecki fotograf (zm. 1945)
- 12 lutego:
  - Jonas Smilgevičius, litewski ekonomista, polityk (zm. 1942)
  - Hugo Stinnes, niemiecki przemysłowiec, polityk (zm. 1924)
- 13 lutego:
  - Leopold Godowski, polski pianista, kompozytor i pedagog (zm. 1938)
  - Ozjasz Thon, polski rabin, działacz syjonistyczny, socjolog, publicysta, polityk, poseł na Sejm RP (zm. 1936)
- 15 lutego – Alice Reichert, żydowska poetka, malarka, pamiętnikarka i działaczka społeczna (zm. 1942)
- 18 lutego – August Busck, amerykański entomolog pochodzenia duńskiego (zm. 1944)
- 19 lutego – Leon Świeżawski, polski lekarz, działacz społeczny, pisarz (zm. 1936)
- 22 lutego – Kazimierz Ehrenberg, polski dziennikarz, publicysta, krytyk teatralny, tłumacz (zm. 1932)
- 24 lutego – Jules-Géraud Saliège, francuski duchowny katolicki, arcybiskup Tuluzy, kardynał (zm. 1956)
- 25 lutego – Matylda Getter, polska siostra zakonna, przełożona prowincji warszawskiej Zgromadzenia Sióstr Franciszkanek Rodziny Maryi, Sprawiedliwa wśród Narodów Świata (zm. 1968)
- 26 lutego:
  - Thomas Byles, brytyjski duchowny katolicki (zm. 1912)
  - Wojciech Tylka Suleja, góral z Zakopanego, przewodnik tatrzański i ratownik górski (zm. 1916)
- 27 lutego:
  - Christel Hamann, niemiecki konstruktor maszyn liczących (zm. 1948)
  - Aleksander Osiński, generał major Armii Imperium Rosyjskiego i generał dywizji Wojska Polskiego (zm. 1956)
  - Ludwik Żeleński, polski działacz piłkarski, pierwszy prezes PZPN (zm. 1940)
- 1 marca – Eugène Michel Antoniadi, grecki astronom (zm. 1944)
- 3 marca:
  - Georg Hellat, estoński architekt (zm. 1943)
  - Andriej Leżawa, radziecki polityk (zm. 1937)
  - Géza Maróczy, węgierski arcymistrz szachowy (zm. 1951)
- 5 marca – Frank Norris, amerykański pisarz (zm. 1902)
- 6 marca – Oscar Straus, austriacki kompozytor operetkowy (zm. 1954)
- 7 marca:
  - Jimmy Barry, amerykański bokser (zm. 1943)
  - Ernst Leonard Lindelöf, fiński matematyk (zm. 1946)
- 8 marca – Iwan Skworcow-Stiepanow, rosyjski działacz socjaldemokratyczny i komunistyczny (zm. 1928)
- 9 marca:
  - Hugo Koch, holenderski wynalazca (zm. 1928)
  - Stanisław Franciszek Pękosławski, polski inżynier, wojewoda kielecki (zm. 1934)
- 10 marca:
  - Archer Milton Huntington, amerykański filantrop, pisarz, kolekcjoner dzieł sztuki (zm. 1955)
  - Ester Rachel Kamińska, polska aktorka teatralna (zm. 1925)
  - Dawid Riazanow, rosyjski teoretyk marksizmu (zm. 1938)
- 11 marca – Louis Bachelier, francuski matematyk i ekonomista (zm. 1946)
- 12 marca – Kazimierz Rogoyski, polski ziemianin, chemik rolny, teoretyk i praktyk rolnictwa (zm. 1940)
- 13 marca:
  - William Glackens, amerykański malarz (zm. 1938)
  - Albert Meyer, szwajcarski polityk, prezydent Szwajcarii (zm. 1953)
  - Thomas O’Shea, nowozelandzki duchowny katolicki, arcybiskup Wellington pochodzenia irlandzkiego (zm. 1954)
- 17 marca – Horace St. John Kelly Donisthorpe, brytyjski myrmekolog i koleopterolog (zm. 1951)
- 18 marca – Jerzy Michalski, polski ekonomista, polityk, minister skarbu (zm. 1956)
- 20 marca:
  - Edward Richard Jacobson, holenderski przyrodnik (zm. 1944)
  - Paul von Lettow-Vorbeck, niemiecki generał (zm. 1964)
- 21 marca – Ołeksandr Łotocki, ukraiński historyk, wykładowca akademicki, polityk emigracyjny (zm. 1939)
- 22 marca – Władysław Dobrowolski-Doliwa, polski generał brygady (zm. 1937)
- 25 marca – Friedrich Karl Arnold Schwassmann, niemiecki astronom (zm. 1964)
- 26 marca – Luigi Sincero, włoski kardynał (zm. 1936)
- 27 marca – Ludwik Eydziatowicz, polski major kancelaryjny Legionów Polskich, inżynier-mechanik, właściciel ziemski, urzędnik, przemysłowiec, działacz społeczny (zm. 1918)
- 29 marca:
  - Alexandre Besredka, rosyjski immunolog, bakteriolog pochodzenia żydowskiego (zm. 1940)
  - Jules De Bruycker, belgijski grafik, rysownik i malarz (zm. 1945)
  - Elliott Dexter, amerykański aktor (zm. 1941)
- 31 marca:
  - James M. Cox, amerykański polityk, dziennikarz, wydawca (zm. 1957)
  - Hermann Zingerle, austriacki neurolog, psychiatra (zm. 1935)
- 1 kwietnia – Léon Bollée, francuski konstruktor samochodów, wynalazca (zm. 1913)
- 5 kwietnia – Wincenty Pinilla, hiszpański augustianin rekolekta, męczennik, błogosławiony katolicki (zm. 1936)
- 6 kwietnia – Oskar Vogt, niemiecki neurolog, neuroanatom (zm. 1959)
- 7 kwietnia – Gustav Landauer, niemiecki anarchista, tłumacz (zm. 1919)
- 11 kwietnia – Leon Kowalski, polski malarz, grafik (zm. 1937)
- 12 kwietnia – Josef Pekar, czeski historyk, wykładowca akademicki (zm. 1937)
- 13 kwietnia – Daniel Baud-Bovy, szwajcarski, francuskojęzyczny pisarz, poeta i publicysta, krytyk i historyk sztuki (zm. 1958)
- 14 kwietnia:
  - Wiktor Borisow-Musatow, rosyjski malarz (zm. 1905)
  - Nariman Narimanow, azerski prozaik, dramaturg, publicysta, działacz bolszewicki, polityk, przewodniczący Rady Komisarzy Ludowych Azerbejdżańskiej SRR (zm. 1925)
- 17 kwietnia:
  - Max Berg, niemiecki architekt, urbanista, polityk komunalny (zm. 1947)
  - Lars Israel Wahlman, szwedzki architekt (zm. 1952)
- 19 kwietnia:
  - Theodor Liebknecht, niemiecki polityk socjalistyczny (zm. 1948)
  - Władysław Karol Szerner, polski malarz (zm. 1936)
- 20 kwietnia:
  - Michel de Tarnowski, francuski rzeźbiarz pochodzenia polskiego (zm. 1946)
  - Nathan C. Wyeth, amerykański architekt (zm. 1963)
- 21 kwietnia:
  - Stanisław Okoniewski, polski duchowny katolicki, biskup chełmiński (zm. 1944)
  - Edwin Porter, amerykański reżyser i operator filmowy (zm. 1941)
- 22 kwietnia – Włodzimierz Lenin, radziecki polityk, przywódca rewolucji październikowej, dyktator ZSRR (zm. 1924)
- 24 kwietnia:
  - Ludwig Robert Müller, niemiecki internista (zm. 1962)
  - Leon Julian Padlewski, polski bakteriolog (zm. 1943)
- 25 kwietnia – Leon Billewicz, pułkownik piechoty Armii Imperium Rosyjskiego i generał brygady Wojska Polskiego (zm. 1940)
- 28 kwietnia – August Schmierer, niemiecki rugbysta, medalista olimpijski (zm. ?)
- 30 kwietnia:
  - Franz Lehár, węgierski kompozytor operetkowy (zm. 1948)
  - Dadasaheb Phalke, indyjski malarz, fotograf, iluzjonista, reżyser i producent filmowy (zm. 1944)
- 1 maja – Osachi Hamaguchi, japoński polityk, premier Japonii (zm. 1931)
- 3 maja – Ambroży Valls Matamales, hiszpański kapucyn, męczennik, błogosławiony katolicki (zm. 1936)
- 4 maja – Teofil Potowski, polski działacz polonijny na Powiślu (zm. 1946)
- 7 maja:
  - Marcus Loew, amerykański magnat finansowy, pionier przemysłu filmowego (zm. 1927)
  - Colin McLeod Robertson, brytyjski żeglarz sportowy (zm. 1951)
- 10 maja – Julian Szymański, polski lekarz okulista, polityk, marszałek Senatu RP (zm. 1958)
- 11 maja:
  - Joseph Chartrand, amerykański duchowny katolicki, biskup Indianapolis (zm. 1933)
  - Chryzogon Reisch, niemiecki franciszkanin, historyk (zm. 1923)
  - Harry Sears, amerykański strzelec sportowy (zm. 1920)
- 13 maja:
  - Małgorzata Zofia Habsburg, arcyksiężniczka austriacka, księżna wirtemberska (zm. 1902)
  - Maciej Szukiewicz, polski poeta, prozaik, dramaturg, tłumacz, krytyk teatralny, historyk sztuki (zm. 1943)
  - Otto Veraguth, szwajcarski neurolog, psychiatra (zm. 1944)
- 14 maja:
  - Paul Baras, francuski kierowca wyścigowy (zm. 1941)
  - Fiodor Bekowicz-Czerkasski, rosyjski generał, emigracyjny północnokaukaski działacz narodowy i kombatancki (zm. 1953)
  - Paul Hermann Ehrlich, niemiecki architekt (zm. 1943)
- 15 maja – Upasani Maharadż, indyjski hinduistyczny mistrz duchowy i święty (zm. 1941)
- 16 maja – Karel Kašpar, czeski duchowny katolicki, biskup kralowohradecki, arcybiskup praski i prymas Czech, kardynał (zm. 1941)
- 17 maja – Lucjan Rydel, polski poeta i dramatopisarz okresu Młodej Polski (zm. 1918)
- 18 maja – Florian Feliks Świeżyński, polski pułkownik lekarz, otolaryngolog, działacz oświatowy (zm. 1938)
- 19 maja:
  - Albert Fish, amerykański seryjny morderca, pedofil, kanibal (zm. 1936)
  - Reginald Lee, brytyjski marynarz, obserwator na „Titanicu” (zm. 1913)
  - Kitarō Nishida, japoński filozof, wykładowca akademicki (zm. 1945)
- 20 maja:
  - Julian Flatau, polski chemik i farmaceuta (zm. 1935)
  - Wiktor Jaroński, polski prawnik, polityk (zm. 1931)
  - Oskar Kon, polski przemysłowiec pochodzenia żydowskiego (zm. 1961)
  - Bolesław Koskowski, polski ekonomista, dziennikarz, publicysta, polityk, senator RP (zm. 1938)
  - Joachim Wołoszynowski, polski ziemianin, dziennikarz, polityk, poseł na Sejm i senator RP (zm. 1945)
- 21 maja:
  - Stanisław Bzura, polski lekarz (zm. 1948)
  - William Coffin Coleman, amerykański przedsiębiorca, wynalazca (zm. 1957)
  - William Cameron Forbes, amerykański dyplomata, polityk (zm. 1959)
  - Helena Witkowska, polska nauczycielka, historyk (zm. 1938)
- 24 maja – Jan Smuts, południowoafrykański polityk, premier Związku Południowej Afryki (zm. 1950)
- 25 maja:
  - Richard Leonhard, niemiecki geograf, geolog, wykładowca akademicki (zm. 1916)
  - Adolf Stand, austriacki adwokat, polityk pochodzenia żydowskiego (zm. 1919)
- 26 maja – Max Steckel, niemiecki fotograf (zm. 1947)
- 27 maja:
  - Arthur Foljambe, brytyjski arystokrata, polityk, gubernator generalny Nowej Zelandii (zm. 1941)
  - Patrik Haglund, szwedzki chirurg, ortopeda (zm. 1937)
  - Adolf Schulten, niemiecki historyk, archeolog (zm. 1960)
- 28 maja – Edward Krasiński, polski działacz społeczny, pamiętnikarz (zm. 1940)
- 4 czerwca – Maria Elżbieta Hesselblad, szwedzka zakonnica, założycielka Zakonu Najświętszego Zbawiciela Świętej Brygidy, święta katolicka (zm. 1957)
- 5 czerwca:
  - Ferdinand Blumenthal, niemiecki lekarz, onkolog (zm. 1941)
  - Zygmunt Łoziński, polski duchowny katolicki, biskup miński i piński, Czcigodny Sługa Boży (zm. 1932)
- 8 czerwca – James Baxter, angielski żeglarz, medalista olimpijski, rugbysta, sędzia i działacz sportowy (zm. 1940)
- 10 czerwca – Siergiej Spasokukocki, radziecki chirurg (zm. 1942)
- 13 czerwca – Jules Bordet, belgijski bakteriolog, immunolog, laureat Nagrody Nobla (zm. 1961)
- 14 czerwca:
  - Iwan Charitonow, rosyjski kucharz (zm. 1918)
  - Zofia Hohenzollern, księżniczka pruska, królowa Grecji (zm. 1932)
  - Akitsune Imamura, japoński sejsmolog (zm. 1948)
- 15 czerwca – Maud Barger-Wallach, amerykańska tenisistka (zm. 1954)
- 16 czerwca:
  - François-Lèon Leveque, francuski generał (zm. 1955)
  - Alfred Velghe, francuski kierowca wyścigowy (zm. 1904)
- 17 czerwca – Ragnar Vogt, norweski psychiatra (zm. 1943)
- 18 czerwca:
  - Édouard Le Roy(inne języki), francuski filozof, matematyk (zm. 1954)
  - Leon Wernic, polski dermatolog, wenerolog, eugenik pochodzenia niemieckiego (zm. 1953)
- 19 czerwca – Willibald Nagel, niemiecki fizjolog, wykładowca akademicki (zm. 1911)
- 20 czerwca – Georges Dufrénoy, francuski malarz (zm. 1943)
- 21 czerwca:
  - Clara Immerwahr, niemiecka chemik, pierwsza w historii Uniwersytetu Wrocławskiego kobieta z tytułem doktorskim (zm. 1915)
  - Angelo Paino, włoski duchowny katolicki, arcybiskup metropolita Mesyny (zm. 1967)
- 23 czerwca:
  - Władysław Jung, polski generał (zm. 1940)
  - William Robinson, brytyjski pływak (zm. 1940)
- 24 czerwca:
  - Edwin Foster Coddington, amerykański astronom, matematyk (zm. 1950)
  - Werner Rosenthal, niemiecki patolog (zm. 1942)
- 25 czerwca:
  - Jan Grodek, polski drukarz, przedsiębiorca (zm. 1952)
  - Józef Kantor, polski nauczyciel, etnograf (zm. 1920)
  - Bronisław Sobolewski, polski prawnik, polityk, minister sprawiedliwości (zm. 1924)
- 26 czerwca – Rodryg Dunin, polski agronom, przemysłowiec (zm. 1928)
- 27 czerwca:
  - Jakub Burbon, karlistowski pretendent do tronu Hiszpanii i legitymistyczny pretendent do tronu Francji (zm. 1931)
  - Clarence Hobart, amerykański tenisista (zm. 1930)
- 28 czerwca – William Reginald Hall, brytyjski admirał, kryptolog, szef wywiadu morskiego, polityk (zm. 1943)
- 29 czerwca:
  - Franciszek Francus, polski nauczyciel, pisarz ludowy, publicysta (zm. 1962)
  - Piotr Wójcik, polski działacz ruchu ludowego (zm. 1970)
- 2 lipca – Artur Górski, polski pisarz, krytyk literacki (zm. 1959)
- 3 lipca – Richard Bedford Bennett, kanadyjski polityk, premier Kanady (zm. 1947)
- 5 lipca – Claudio Castelucho, hiszpański malarz, rzeźbiarz (zm. 1927)
- 6 lipca – Małgorzata Klementyna, arcyksiężniczka austriacka, księżniczka Thurn und Taxis (zm. 1955)
- 7 lipca – Władysław Sołtan, polski prawnik, polityk, minister spraw wewnętrznych (zm. 1943)
- 9 lipca – Mathew Beard, amerykański superstulatek (zm. 1985)
- 10 lipca – Maurice Lugeon, szwajcarski geolog, twórca teorii płaszczowinowej budowy Alp i Tatr (zm. 1953)
- 14 lipca – Marcin Woyczyński, polski pułkownik lekarz (zm. 1944)
- 15 lipca – Leonid Krasin, radziecki inżynier, dyplomata, polityk (zm. 1926)
- 18 lipca:
  - Paul Kraus, niemiecki kompozytor, pedagog (zm. 1934)
  - Emil Młynarski, polski skrzypek, dyrygent, kompozytor (zm. 1935)
- 21 lipca – Emil Orlik, czeski malarz, grafik, fotograf, scenograf, rękodzielnik (zm. 1932)
- 26 lipca – Osyp Kuryłas, ukraiński malarz, grafik (zm. 1951)
- 27 lipca:
  - Hilaire Belloc, brytyjski pisarz pochodzenia francuskiego (zm. 1953)
  - Jan Mirosław Peszke, polski malarz, ilustrator (zm. 1949)
  - Percy O’Reilly, brytyjski gracz w polo pochodzenia irlandzkiego (zm. 1942)
- 28 lipca – Henri Jaspar, belgijski polityk, premier Belgii (zm. 1939)
- 29 lipca – George Dixon, kanadyjski bokser (zm. 1908)
- 31 lipca – Emil Rauer, polski przemysłowiec, działacz niepodległościowy i społeczny (zm. 1943)
- 1 sierpnia – Ladislav Šaloun, czeski rzeźbiarz (zm. 1946)
- 2 sierpnia – Marianne Weber, niemiecka działaczka praw kobiet, socjolożka, historyczka prawa, żona Maxa Webera (zm. 1954)
- 3 sierpnia – Carrie Ingalls, amerykańska dziennikarka (zm. 1946)
- 5 sierpnia:
  - Isaak Łałajanc, rosyjski rewolucjonista pochodzenia żydowskiego (zm. 1933)
  - Ludomir Mazurkiewicz, polski drukarz, wydawca (zm. 1935)
- 6 sierpnia – John Frederic Thomas Jane, brytyjski wydawca, dziennikarz, rysownik (zm. 1916)
- 7 sierpnia – Gustav Krupp, niemiecki przemysłowiec (zm. 1950)
- 8 sierpnia – Adolf Albrecht Friedländer, austriacki neurolog, psychiatra (zm. 1949)
- 9 sierpnia – John Mowlem, nowozelandzki rugbysta (zm. 1951)
- 10 sierpnia – Hans Zenker, niemiecki admirał, dowódca Reichsmarine (zm. 1932)
- 11 sierpnia – Jan Šrámek, czechosłowacki duchowny katolicki, polityk, premier Czechosłowacji na uchodźstwie (zm. 1956)
- 12 sierpnia – Hubert Gough, brytyjski generał (zm. 1963)
- 14 sierpnia:
  - Wilhelm von Fircks, niemiecki hrabia, geolog, polityk (zm. 1933)
  - Eustachy Lorenowicz, austriacki prawnik i urzędnik państwowy, polski urzędnik konsularny (zm. 1934)
  - Louis Potheau, francuski żeglarz, medalista olimpijski (zm. 1955)
- 15 sierpnia – John Furla, amerykański lekkoatleta pochodzenia greckiego (zm. 1938)
- 16 sierpnia – Heinrich Küster, niemiecki architekt, urzędnik budowlany (zm. 1956)
- 17 sierpnia – Liberato Marcial Rojas, paragwajski polityk, prezydent Paragwaju (zm. 1922)
- 18 sierpnia – Ludwik Wawrzynowicz, polski kompozytor, dyrygent, krytyk muzyczny, pedagog (zm. 1957)
- 24 sierpnia – Leon Wasilewski, działacz PPS (zm. 1936)
- 26 sierpnia – George McCready Price, kanadyjski adwentysta, kreacjonista (zm. 1963)
- 27 sierpnia:
  - Amado Nervo, meksykański poeta, dyplomata (zm. 1919)
  - Peter Norbeck, amerykański polityk, senator ze stanu Dakota Południowa (zm. 1936)
- 30 sierpnia:
  - Ławr Korniłow, rosyjski generał piechoty (zm. 1918)
  - Aleksandra Romanowa, księżniczka duńska i grecka, wielka księżna rosyjska (zm. 1891)
  - Bautista Saavedra, boliwijski prawnik, polityk, prezydent Boliwii (zm. 1939)
- 31 sierpnia:
  - George Eyser, amerykański gimnastyk pochodzenia niemieckiego (zm. 1919)
  - Maria Montessori, włoska lekarka, pedagog (zm. 1952)
- 1 września – Ferdinand Martini, niemiecki aktor filmowy i teatralny (zm. 1930)
- 2 września:
  - Marie Ault, brytyjska aktorka filmowa i teatralna (zm. 1951)
  - Stefan Giebel, śląski związkowiec, polityk (zm. 1956)
  - Luiza Habsburg-Lotaryńska, księżniczka toskańska, arcyksiężniczka austriacka, księżna saska (zm. 1947)
- 5 września – Wołodymyr Sikewycz, ukraiński generał-chorąży, polityk (zm. 1952)
- 6 września:
  - Frederick G. Donnan, irlandzki chemik (zm. 1956)
  - Élie Halévy, francuski historyk, filozof (zm. 1937)
  - Stanisław Stanisławski, polski aktor, reżyser teatralny (zm. 1941)
- 7 września:
  - Aleksandr Kuprin, rosyjski pisarz pochodzenia tureckiego (zm. 1938)
  - Maksymilian Wiśniowiecki, polski filolog klasyczny, nauczyciel (zm. po 1928)
- 8 września – Maria, rumuńska księżniczka (zm. 1874)
- 10 września – Alfons Mańkowski, polski duchowny katolicki, historyk Kościoła (zm. 1941)
- 11 września – Nils Kjær, norweski dramaturg, eseista (zm. 1924)
- 12 września:
  - Gao Lingwei, chiński polityk, tymczasowy prezydent i premier Republiki Chińskiej (zm. 1940)
  - Karol Sztakelberg, polski pułkownik (zm. 1926)
- 13 września – Ludwik Batiz Sáinz, meksykański duchowny katolicki, męczennik, święty (zm. 1926)
- 15 września – Lew Sztejnberg, rosyjski dyrygent, kompozytor (zm. 1945)
- 16 września – John Pius Boland, irlandzki tenisista, polityk (zm. 1958)
- 18 września – Ernst Estlander, fiński żeglarz, olimpijczyk (zm. 1949)
- 22 września:
  - Charlotte Cooper Sterry, brytyjska tenisistka (zm. 1966)
  - Doc Powers, amerykański baseballista (zm. 1909)
- 24 września – Georges Claude, francuski fizyk, wynalazca (zm. 1960)
- 26 września:
  - Chrystian X, król Danii (zm. 1947)
  - Albert Grisar, belgijski żeglarz, medalista olimpijski (zm. 1930)
- 27 września:
  - Vilius Gaigalaitis, litewski duchowny katolicki, polityk (zm. 1945)
  - Zachar Skwarko, ukraiński adwokat, działacz społeczny, polityk (zm. 1925)
- 28 września – Florent Schmitt, francuski kompozytor (zm. 1958)
- 30 września – Jean Baptiste Perrin, francuski fizyk, laureat Nagrody Nobla (zm. 1942)
- 1 października – Aleksandr Ciurupa, radziecki polityk (zm. 1928)
- 2 października:
  - Wacław Dziewanowski, polski generał brygady (zm. 1944)
  - Bronisław Gubrynowicz, polski historyk literatury (zm. 1933)
  - Horace Hood, brytyjski admirał (zm. 1916)
- 3 października – Nikołaj Stackelberg, rosyjski generał, emigracyjny działacz kombatancki (zm. 1956)
- 6 października – Klementyna Mien, polska malarka, fotografka (zm. 1954)
- 8 października:
  - Esper Biełosielski, rosyjski żeglarz, medalista olimpijski (zm. 1921)
  - Louis Vierne, francuski organista i kompozytor (zm. 1937)
- 9 października – Ernst von Dobschütz, niemiecki biblista, krytyk tekstu Nowego Testamentu, wykładowca akademicki (zm. 1934)
- 10 października:
  - Hinde Bergner, polska pisarka pochodzenia żydowskiego (zm. 1942)
  - Paul Geheeb, niemiecki pedagog (zm. 1961)
  - Józef Ksawery Grodecki, polski nauczyciel, literat, dziennikarz, działacz polityczny i oświatowy (zm. 1963)
  - Franciszek Trąbalski, polski polityk, poseł na Sejm Ustawodawczy (zm. 1964)
- 12 października – Laura Siemieńska, polska malarka (zm. 1926)
- 15 października:
  - Malwina Garfeinowa-Garska, polska pisarka, publicystka, tłumaczka, krytyk literacka (zm. 1932)
  - Henryk Stifelman, polski architekt i budowniczy żydowskiego pochodzenia, działacz instytucji charytatywnych (zm. 1938)
- 18 października – Josiah Ritchie, brytyjski tenisista (zm. 1955)
- 20 października:
  - Tasker Oddie, amerykański polityk, senator ze stanu Nevada (zm. 1950)
  - Ludwik Tołłoczko, polski inżynier elektryk, polityk (zm. 1957)
- 22 października:
  - Iwan Bunin, rosyjski poeta, nowelista, laureat Nagrody Nobla (zm. 1953)
  - Tadeusz Cieślewski (ojciec), polski malarz (zm. 1956)
  - Alfred Douglas, brytyjski prozaik, poeta, tłumacz (zm. 1945)
  - Johan Ludwig Mowinckel, norweski polityk, premier Norwegii (zm. 1943)
- 23 października – Stanisław Karpiński, polski bankowiec, minister skarbu, prezes Banku Polskiego (zm. 1943)
- 25 października – Ernesto Lugaro, włoski neurolog, psychiatra (zm. 1940)
- 27 października – Roscoe Pound, amerykański prawnik, teoretyk prawa (zm. 1964)
- 28 października – Władysław Batthyány-Strattmann, węgierski książę, lekarz, błogosławiony katolicki (zm. 1931)
- 29 października – Aleksander Andrzej Dąbrowski, pułkownik Armii Imperium Rosyjskiego i generał brygady Wojska Polskiego (zm. 1925)
- 30 października – Franciszek Lilpop, polski architekt (zm. 1937)
- 1 listopada – Christopher Brennan, australijski filolog germański, teoretyk literatury, poeta (zm. 1932)
- 2 listopada – Gustaw Truskolaski, polski generał brygady (zm. 1934)
- 5 listopada:
  - Chittaranjan Das, indyjski polityk (zm. 1925)
  - Artur Hausner, polski działacz socjalistyczny, polityk, poseł na Sejm Ustawodawczy i na Sejm RP (zm. 1941)
- 6 listopada – Herbert Samuel, brytyjski arystokrata, polityk, dyplomata (zm. 1963)
- 7 listopada – Konstantyn Dominik, biskup pomocniczy diecezji chełmińskiej (zm. 1942)
- 9 listopada – Bernard Gijlswijk, holenderski duchowny katolicki, dominikanin, arcybiskup tytularny, dyplomata papieski (zm. 1944)
- 10 listopada – Karol Tankred Burbon-Sycylijski, hiszpański arystokrata, wojskowy (zm. 1949)
- 13 listopada – Stanisław Dnistrianski, ukraiński prawnik, polityk (zm. 1935)
- 16 listopada:
  - Alfred Hill, australijski kompozytor (zm. 1960)
  - Jędrzej Krukierek, polski rolnik, przemysłowiec, działacz społeczny i niepodległościowy, samorządowiec, polityk, burmistrz Krosna, poseł na Sejm RP (zm. 1939)
- 17 listopada – Maksymilian, książę Saksonii (zm. 1951)
- 18 listopada – Józef Marczewski, polski samorządowiec, prezydent Częstochowy (zm. 1944)
- 19 listopada – Walter Runciman, brytyjski arystokrata, polityk (zm. 1949)
- 20 listopada – Piotr Bresiński, polski przedsiębiorca, bankowiec, gdański działacz polonijny (zm. 1940)
- 21 listopada:
  - Aleksander Berkman, rosyjski działacz anarchistyczny i pisarz (zm. 1936)
  - Sigfrid Edström, szwedzki działacz sportowy, przewodniczący MKOI (zm. 1964)
- 22 listopada – Adam Krasiński, polski hrabia, poeta, działacz oświatowy (zm. 1909)
- 23 listopada – Štefan Banič, słowacki wynalazca (zm. 1941)
- 24 listopada – John Dietz, amerykański strzelec sportowy (zm. 1939)
- 25 listopada:
  - Maksymilian Biro, polski neurolog pochodzenia żydowskiego (zm. 1941/1942)
  - Solanus Casey, amerykański duchowny katolicki, błogosławiony (zm. 1957)
  - Maurice Denis, francuski malarz, grafik (zm. 1943)
  - František Karel Studnička, czeski lekarz, biolog, anatom, histolog, embriolog, historyk nauki (zm. 1955)
- 27 listopada – Juho Paasikivi, fiński polityk, premier i prezydent Finlandii (zm. 1956)
- 29 listopada:
  - Akira Fujinami, japoński patolog (zm. 1934)
  - Enric Prat de la Riba, hiszpański prawnik, pisarz, polityk (zm. 1917)
- 30 listopada:
  - Andreas Bönigk, niemiecki duchowny katolicki, prałat, wydawca (zm. 1958)
  - Frano Supilo, chorwacki polityk, publicysta, nauczyciel (zm. 1917)
- 3 grudnia – Agnes Inglis, amerykańska archiwistka (zm. 1952)
- 5 grudnia – Vítězslav Novák, czeski kompozytor (zm. 1949)
- 8 grudnia – José María Moncada, nikaraguański generał, polityk, prezydent Nikaragui (zm. 1945)
- 9 grudnia – Francisco Carvajal, meksykański prawnik, polityk, prezydent Meksyku (zm. 1932)
- 10 grudnia:
  - Pierre Louys, francuski prozaik, poeta (zm. 1925)
  - Ferdynand Ruszczyc, polski malarz, grafik, rysownik, scenograf, pedagog (zm. 1936)
- 14 grudnia:
  - Dirk Jan de Geer, holenderski polityk, premier Holandii (zm. 1960)
  - Karl Renner, austriacki polityk i naukowiec (zm. 1950)
- 15 grudnia:
  - Josef Hoffmann, austriacki architekt i projektant sztuki użytkowej, współzałożyciel Secesji Wiedeńskiej (zm. 1956)
  - Hugo Sällström, szwedzki żeglarz, medalista olimpijski (zm. 1951)
- 17 grudnia:
  - Andrij Ałyśkewycz, ukraiński germanista, pedagog, działacz społeczny i kulturalny, publicysta (zm. 1949)
  - Michael Sheehan, irlandzki duchowny katolicki, arcybiskup Sydney (zm. 1945)
- 18 grudnia:
  - Friedrich Lorentz, niemiecki historyk, slawista (zm. 1937)
  - Saki, brytyjski pisarz, dziennikarz (zm. 1916)
- 19 grudnia – Mikołaj Wisznicki, polski malarz, grafik, pedagog, tytularny pułkownik kawalerii (zm. 1954)
- 21 grudnia – Charles Homer Haskins, amerykański historyk (zm. 1937)
- 23 grudnia – John Marin, amerykański malarz, grafik (zm. 1953)
- 24 grudnia – Edward D. Swift, amerykański astronom (zm. 1935)
- (lub 1872) 25 grudnia – Helena Rubinstein, amerykańska kosmetyczka pochodzenia polsko-żydowskiego (zm. 1965)
- 26 grudnia – Wincenty Byrski, polski poeta, tłumacz, polityk (zm. 1939)
- 27 grudnia:
  - Alain Guynot de Boismenu, francuski duchowny katolicki, misjonarz, wikariusz generalny Nowej Gwinei/Papui, czcigodny Sługa Boży (zm. 1953)
  - Teodora Męczkowska, polska nauczycielka, feministka (zm. 1954)
- 28 grudnia – Charles Bennett, brytyjski lekkoatleta, długodystansowiec (zm. 1950)
- 29 grudnia – Albert Amrhein, niemiecki rugbysta, medalista olimpijski (zm. 1945)
- 31 grudnia:
  - Mbah Gotho, indonezyjski superstulatek (zm. 2017)
  - Stanisław Skalski, polski lekarz, działacz społeczny (zm. 1937)
- data dzienna nieznana:
  - Stanisław Bolewski, polski śpiewak (zm. ok. 1910)
  - Sarkis Hambarcumian, radziecki i ormiański polityk (zm. 1944)
  - Arkansas Tom, amerykański bandyta (zm. 1924)

## Zmarli
- 29 marca – Paul-Émile Botta, francuski pisarz, poeta, dramaturg i polityk (ur. 1802)
- 19 kwietnia – Andreas Schelfhout, holenderski malarz, prekursorem Szkoły haskiej (ur. 1787)
- 1 maja – Gabriel Lamé, francuski matematyk (ur. 1795)
- 9 czerwca – Charles Dickens, angielski pisarz (ur. 1812)
- 20 czerwca – Jules de Goncourt, francuski pisarz (ur. 1830)
- 27 sierpnia – Tomasz Andrzej Łubieński, polski szwoleżer, baron Cesarstwa Francuzów, generał, senator, ziemianin i przedsiębiorca (ur. 1784)
- 23 września – Prosper Mérimée, francuski pisarz (ur. 1803)
- 12 października – Robert Edward Lee, amerykański generał, dowódca konfederackiej Armii Północnej Wirginii podczas wojny secesyjnej (ur. 1807)
- 24 października – Antoni Maria Claret, hiszpański duchowny katolicki, arcybiskup Santiago de Cuba, założyciel klaretynów, święty (ur. 1807)
- 21 listopada – Karel Jaromír Erben, czeski etnograf, historyk i pisarz (ur. 1811)
- 5 grudnia – Alexandre Dumas, francuski pisarz (ur. 1802)

## Święta ruchome
- Tłusty czwartek: 24 lutego
- Ostatki: 1 marca
- Popielec: 2 marca
- Niedziela Palmowa: 10 kwietnia
- Wielki Czwartek: 14 kwietnia
- Wielki Piątek: 15 kwietnia
- Wielka Sobota: 16 kwietnia
- Wielkanoc: 17 kwietnia
- Poniedziałek Wielkanocny: 18 kwietnia
- Wniebowstąpienie Pańskie: 26 maja
- Zesłanie Ducha Świętego: 5 czerwca
- Boże Ciało: 16 czerwca